# Laura Bertram
Laura Maureen Bertram (Toronto, 5 de septiembre de 1978) es una actriz canadiense conocida internacionalmente por su personaje de Trance Gemini en la serie Andrómeda. Su carrera artística, si bien la ha llevado al cine, se enmarca casi exclusivamente en el mundo de la televisión. 

## Biografía
Laura, de pequeña, cantaba en el "Coro de niños de la Opera Canadiense" (Canadian Childrens' Opera Chorus) y varias apariciones en la ópera la introdujeron en el mundo de la interpretación.
Durante su adolescencia asistió al instituto "Leaside Secondary School" de Toronto. Estudió en Universidad de Queen en Kingston, Ontario durante un año, tras el cual, se trasladó a una universidad de Toronto. Durante el tiempo que estuvo en la universidad, trabajó como camarera. Se preparó durante nueve años para ser bailarina. En 1997 trabajó como monitora de cerámica en el prestigioso campamento canadiense Kilcoo Camp.
Ha trabajado en las series televisivas "Ready or Not"(1993), "Seasons of Love" (miniserie, 1999), y "Andrómeda" (2000-2005), y en las películas para la televisión: "Family Pictures" (1993), "The Boys Next Door" (1996), "Night of the Twisters" (1996), "Sins of Silence" (1996), Platinum (1997) y por último, "Dear America: So Far From Home" (1999) película que protagonizó interpretando el papel de "Mary Driscoll". También ha tenido ha apariciones destacables en las series: "Soul Food", "Mission Genesis", "Wind at My Back", "Are You Afraid of the Dark?" (2 episodios), "Road to Avonlea" y "Kung Fu: The Legend Continues".
También ha trabajado en dos cortos cinematográficos: "Elimination Dance" (1998) de 9 minutos de duración y "1974" (2004) con un metraje de 8 minutos. Ambos de nacionalidad canadiense.
Bertram ha ganado 2 premios "Gemini" (Gemini Awards) por la "Mejor interpretación en un programa o serie para público infantil o juvenil" por "Ready or Not" en 1995 y en 1998. En 1996 fue nominada en la misma categoría por la misma serie. En 1999 fue nominada por la "Mejor interpretación de una actriz en un papel principal en un programa dramático o miniserie" por "Platinum" y en 2003 tuvo una nominación en los premios "Leo" (Leo Awards) en la categoría de "Mejor actriz de reparto en una serie dramática" por la serie Andrómeda.

## Premios

### Premios Gemini
| Año  | Categoría                                                     | Serie        | Resultado |
| ---- | ------------------------------------------------------------- | ------------ | --------- |
| 1995 | Mejor actuación en un programa o serie infantil o juvenil     | Ready or not | Ganadora  |
| 1996 | Mejor actuación en un programa o serie infantil o juvenil     | Ready or not | Nominada  |
| 1998 | Mejor actuación femenina en un programa dramático o miniserie | Platinum     | Nominada  |
| 1998 | Mejor actuación en un programa o serie infantil o juvenil     | Ready or not | Ganadora  |

### Premios Leo
| Año  | Categoría                                                  | Serie     | Resultado |
| ---- | ---------------------------------------------------------- | --------- | --------- |
| 2003 | Mejor actuación de reparto femenino en una serie dramática | Andrómeda | Nominada  |